# スパイ (インカ神話)

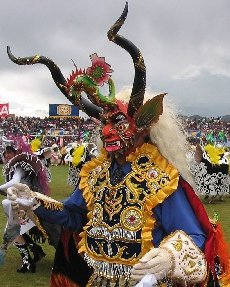
スパイに相当する悪魔。ペルーの祭典

スパイ （ケチュア語：Supay, アイマラ語：Supaya、「影」の意）は、ケチュア族やアイマラ族の土着信仰、またインカ神話における死霊、精霊、神。
元来はインカの地底界（ウク・パチャ）すなわち死者の世界の住人であり、 これが生者の世界に紛れ込んだ「影」つまり魂や亡霊（特に先祖の霊）を指した。きまって悪霊というわけではなく、生者を死後の世界に導く存在で、生前にどのようなおこないをすればよいか、などの指導もする。
また一部ではスパイという地底界の神か精霊だと説明される。キリスト教スペイン支配において、「悪魔」の代名詞に仕立て直された。

## 語源
スパイ（supay）は、匿名の 1586年刊辞典では「影（sombra）」の意と定義されており、ディエゴ・ゴンサレス・オルギン司祭の辞典（1608年）の「çupan」の項も同上である。早期のケチュア=スペイン語の文献では、、この"影"、おおよそ"魂"や"アニマ"の概念の意味で使われている。
異綴りには： zupay、 çupay、 hupai、 hupee がある。

## 起原
ケチュア族の土着信仰においては、スパイは本来、利にも害にもなりうる精霊を指した。これを崇め怖れ、鎮めて難を避けようとは試みた。この善悪混淆な部分は、植民地時代のスペイン人でもドミンゴ・デ・サント・トマス宣教師などは把握しており、その辞書『Lexicón』 （1560年）には「善い天使」の意味（alliçupa）でも「悪い天使」の意味（manaalliçupa）でも活用されており、悪いスパイのほうを、「悪魔」（堕天使）に充てた説教が、同辞典に引用されている。しかしキリスト教義のスペイン支配者はおもに、スパイを都合よく「悪魔」と解釈するのが主であった。
本来のスパイは、好感の持てる生者や、名誉ある死を遂げた者に対しては恩恵を授けるが、しかしそれ以外に対しては恐ろしい邪悪な存在となりうる、という。また、思いのままに吉凶の天秤を左右できるらしい。
スパイはアンデス世界観における三つのパチャのうち、死者の世界こと地底界ウラ・パチャ（Ura Pacha または ウク・パチャ Uku Pacha）に棲むが、「影」の名の通り、生者の世界カイ・パチャに紛れ込むことがあり、冥界に連れて行く「仲間を集め」ようとする。といっても悪霊ではない。スパイは先祖の霊であることが典型的で、生者に対しては、（死後の）平穏にたどり着くための、正しいふるまい方を指導するという。 自然界において命の新生や再生は、別の死を代償に成り立っているのが摂理であり、スパイとは、その作用の力の表れなのである。
スパイがキリスト教義のうえで「悪魔」化されたと同じくビラコチャも再解釈されており、本来は、大勢の遠い先祖の魂たちが、チチカカ湖を出でて各地に散らばった存在であったのだが、キリスト教観点からは一人の創造神になのだろうと解釈された。

## 現代のアンデス地域信仰
今の南米ではスパイはおおよそ「悪魔」（スペイン語: diablo）と訳され使われている。
アンデス地域の民芸品である持ち運び可能の扉つきの箱型祭壇（いわゆる「レタブロ」）は、年季ものであれば上述の三つの世界のうち二世界を描写していたが、最近の作では三世界とも表しており、最低界のウク・パチャには、死者の魂や悪魔らしかる者たちが描かれる：翼の生えたヤギ男たちで手足の爪も長い。有翼の天使も描かれるが、善悪の対決図ではなく、自然界の力のバランスであると信者には受け止められている。
また、スパイは一柱の黄泉の神（冥界の死の神）だとも解説される。他にも「山の神」、"地中に棲む精霊か神"などとも形容される。スパイはトリックスター的な神ともいわれる。
ボリビア鉱山地帯における鉱脈や地底の神エル・ティオとの習合も見られる（ § 鉱山地帯）。
ある学説ではエル・ティオの起源について、スペイン体制が支配下の先住民を調教するため創作した恐ろしい神さま「ディオス（Dios）」だったものが、訛って「ティオ」になったとされる。それと異なる俗説によれば、スパイと呼び捨てにするのは抵抗があるため「おじさん（Tío）」と呼ぶようになったという。「スパイおじさん」とも呼ばれるが、他の人名がくっつくこともあるという（アプ (インカの神)も参照）。 
ある20世紀初頭の考察では、アイマラ族の方がスパイ崇拝の名残を残しており、これに対してケチュア族の方がスパイを唾棄すべき存在のように厭うのだという
ペルーの一部ではかつてカンデラリアの聖母信仰が盛んで、雷の力を得た彼女がスパイを恐れさせ退散させる、という言い伝えがあった。 カトリック教会におけるカンデラリアの聖母マリアは、土着信仰のパチャママに対応し、教会の悪魔はスパイに対応するというシンクレティズムが起きている。

## 鉱山地帯
ボリビアなどの鉱山地帯では、スパイは特別な意味を持ち、鉱山の主や神と仰がれる「エル・ティオ」（「おじさん」）は、「スパイ」とも同一視され、また「スパイおじさん」（ティオ・スパイ）とも呼ばれる。また 「坑道の聖母」（Virgen del Socavón）は、上述のカンデラリアの聖母のことで、鉱山地帯では特にこう呼んでいる。
ボリビアのオルロ市のオルロのカーニバルではディアブラーダこと「悪魔の踊り」ではスパイこそ最重要な悪魔の訳だと記述する資料もある。
悪魔の踊りにはチナ・スパイ（女悪魔）の踊り隊も登場する。性的に卑猥なダンスで、かつては男が女装して演じていた。鉱山地帯の伝承では、このチナ・スパイというのはエル・ティオの妻である 。